# Al-Ittihad Club
Der al-Ittihad Club (arabisch نادي الاتحاد, DMG Nādī l-Ittiḥād) ist ein omanischer Sportklub mit Sitz in der Stadt Salala innerhalb des Gouvernements Dhofar.

## Geschichte

### Anfänge bis Absturz in die dritte Liga
Erstmals findet sich der Klub in den bekannten Aufzeichnungen in der Saison 1985/86 wieder, wo sich die erste Fußball-Mannschaft mit 12 Punkten in ihrer Gruppe in der zu dieser Zeit Super League genannten omanischen ersten Liga auf dem zweiten Platz positionierte und sich somit für die Playoffs um die Meisterschaft qualifizierte. Dort reichte es jedoch mit vier Punkten nach drei Spielen nur knapp für den zweiten Platz, womit die Meisterschaft verpasst wurde. In den folgenden Jahren spielte das Team immer oben mit, verpasste es aber stets, im Vergleich zu vielen anderen Klubs die schon früh hochklassig spielten, einen Titel zu ergattern. Nach der Spielzeit 1998/99 stieg der Klub dann mit 19 Punkten als Tabellenletzter erstmals in die zweitklassige First Division ab. Auch da lief es für den Klub aber nicht besser und mit erneut 20 Punkten rutschte der Klub nach der Folgesaison sogar in die Drittklassigkeit ab.

### Versuche sich wieder zu etablieren
Zur Saison 2004/05 kehrte das Team dann erstmals wieder in die erste Liga zurück. Mit 21 Punkte steigt man als Vorletzter aber nach dieser auch direkt wieder ab. Nach der Runde 2012/13 gelingt es dann in der zweiten Liga mit 57 Punkten Meister zu werden und wieder ins Oberhaus zurückzukehren. Wieder einmal zurück in der Professional League, läuft es aber noch schlechter vor knapp zehn Jahren und mit lediglich acht Punkten geht es erneut als Tabellenletzter sofort wieder runter. Die Runde 2014/15 im Unterhaus endete dann mit 25 Punkten sogar nur auf dem Vorletzten Platz, womit es fast wieder zwei Abstiege nacheinander gegeben hätte. Diesen Weg musste der Klub dann aber trotzdem nach der Spielzeit 2016/17 gehen als man mit abgeschlagen mit zwei Punkten in der in zwei Gruppen ausgespielten Liga in die Relegation um den Abstieg ging. Dort unterlag man nach Hin- und Rückspiel dem Salalah SC mit 1:5 und ging somit ein weiteres Mal in die dritte Liga runter. Während der Saison 2017/18 zog sich das Team dann auch vom Spielbetrieb in der drittklassigen Second Division zurück.

### Zeit bis heute
Nach ein paar nicht näher belegbaren Verschiebungen der Ligazugehörigkeiten trat der Klub in der Saison 2019/20 wieder in der First Division an. Mit 25 Punkten gelang es der Mannschaft sich in der ersten Phase in der Gruppe A auf dem ersten Platz zu positionieren. Mit 17 Punkten gelang dann später der Meistertitel in der dortigen Gruppe A. Zwar verlor man dann das finale Match mit 5:6 im Elfmeterschießen gegen Nizwa. Jedoch durften beide Klubs aufsteigen. Somit startete das Team in der Saison 2020/21 wieder einmal im Oberhaus des Oman. Nach zehn Spieltagen wurde die Runde jedoch aufgrund der COVID-19-Pandemie abgebrochen. Zu diesem Zeitpunkt hatte das Team mit zwölf Punkten den achten Platz inne. Somit spielt der Klub auch noch in der Spielzeit 2021/22 in der ersten Liga.

## Erfolge
- Oman First Division League: 2012/13

## Stadion
Seine Heimspiele trägt der Verein sowohl im al-Saada Stadium in Salala, welches 8000 Zuschauern Platz bietet, als auch im Salalah Sports Complex aus.